# Kreuz München-Süd
Kreuz München-Süd is een knooppunt in de Duitse deelstaat Beieren
Op dit knooppunt, sluiten de A995 een korte snelweg naar München en de A99 de ringweg van München aan op de A8 München-Salzburg.

## Geografie
Het knooppunt ligt in de gemeente Brunnthal ten zuiden van de stad München.
Naburige steden en dorpen zijn Ottobrunn, Taufkirchen, Höhenkirchen-Siegertsbrunn und Hohenbrunn.
Het knooppunt ligt ongeveer 15 km ten zuiden van het centrum van München, ongeveer 40 km ten noordwesten van Rosenheim en ongeveer 25 km ten oosten van Starnberg.

## Configuratie

### Knooppunt
Het Kreuz München-Süd is vormgegeven als een klaverbladknooppunt met twee fly-overs een voor het verkeer van Salzburg naar het westen (A995) en een vanaf de ringweg A99 richting Salzburg.
Hoewel de klaverbladlus A8-zuid-A995 nog fysiek aanwezig is wordt deze niet meer gebruikt, omdat deze functie is overgenomen door de fly-over.

### Rijstrook
Het derde gedeelte van de A8 begint in München en heeft tot aan het knooppunt 2x2 rijstroken, vanaf het knooppunt loopt de A8 met 2x3 rijstroken richting Salzburg.
Op de klaverbladlussen en de verbindingsweg A8-noord-A995, die één rijstrook hebben na, hebben alle andere verbindingswegen twee rijstroken.

## Verkeersintensiteiten
Dagelijks passeren ongeveer 150.000 voertuigen het knooppunt. Hiermee behoort het tot de drukste verkeersknooppunten van Beieren.
| Van                      | Naar                       | Gemiddeld aantal voertuigen per dag. | Percentage vrachtverkeer |
| ------------------------ | -------------------------- | ------------------------------------ | ------------------------ |
| AS Taufkirchen-Ost (A 8) | AK München-Süd             | 42.000                               | 2,4 %                    |
| AK München-Süd           | AS Hofoldinger Forst (A 8) | 113.500                              | 2,4 %                    |
| AS Ottobrunn (A 99)      | AK München-Süd             | 92.100                               | 12,8 %                   |
| AS Sauerlach (A 995)     | AK München-Süd             | 53.300                               | 4,8 %                    |

## Richtingen knooppunt
| Aansluitende wegen                                       | Aansluitende wegen | Aansluitende wegen                   | Aansluitende wegen | Aansluitende wegen                                 |
| -------------------------------------------------------- | ------------------ | ------------------------------------ | ------------------ | -------------------------------------------------- |
|                                                          |                    | richting München-Zentrum             |                    | richting Luchthaven München Neurenberg / Stuttgart |
|                                                          |                    |                                      |                    |                                                    |
| richting München-Giesing Garmisch-Partenkirchen / Lindau |                    |                                      |                    |                                                    |
|                                                          |                    |                                      |                    |                                                    |
|                                                          |                    | richting Innsbruck / Salzburg (A)(I) |                    |                                                    |